# Tounjčica
Die Tounjčica [touɲtʃitsa] ist ein Karstfluss in Mittelkroatien im Gebiet des Kordun.
Sie bildet den Hauptzufluss zur Mrežnica, weshalb sie in der Vergangenheit auch Westliche Mrežnica genannt wurde. Ihr Wasser erhält sie über unterirdische Flussläufe aus Dolinen, die sich im Gebiet zwischen Ogulin und Modruš befinden. Sie entspringt einer etwa 300 Meter langen Höhle unter dem Hügel Krpel im Ort Tounj, von dem sie auch ihren Namen erhielt. Untersuchungen haben ergeben, dass die Quelle auch mit dem Sabljaci-See bei Ogulin verbunden ist. Mit dem Bau des Wasserkraftwerks „Gojak“ im Jahr 1959 wurde der Zufluss um 40 % reduziert, weswegen in trockenen Sommermonaten der obere Teil der Tounjčica einen sehr niedrigen Wasserspiegel hat.
Der Flussverlauf teilt sich in zwei charakteristische Abschnitte: den oberen Teil von der Quelle bis zum Dorf Ožanići und den unteren bis zur Mündung in die Mrežnica bei der alten Frankopanen-Festung Ključ und dem gleichnamigen Dorf. Während der obere Teil durch einen relativ engen Canyon von bis zu 200 m Tiefe fließt, wird der untere durch den Zufluss Rudnica bei Ožanići bedeutend breiter.
In Tounj wird der Fluss von einer bekannten Steinbrücke überquert, die im Jahr 1775 errichtet und 1836 mit einer zusätzlichen Etage aufgestockt wurde.
Im Fluss leben Bach- und Regenbogenforellen, Hechte, Barben, Nasen, Frauennerflinge, Döbel, Schleien sowie Barsche. 
Im unteren Abschnitt der Tounjčica wurden während des Kroatienkrieges auf beiden Seiten Minen verlegt, die 2015 vollständig geräumt worden sind.